# Kabinett Kyriakos Mitsotakis I
Das Kabinett Kyriakos Mitsotakis I bildete vom 9. Juli 2019 bis zum 25. Mai 2023 die Regierung Griechenlands. Es folgte auf das Kabinett Alexis Tsipras II und wurde vom Kabinett Ioannis Sarmas, einer Übergangsregierung, abgelöst.

## Geschichte
Bei den Parlamentswahlen im Juli 2019 wurde die Nea Dimokratia mit 39,85 % die stärkste Kraft. Die Zusammensetzung des Kabinetts wurde am 8. Juli 2019 angekündigt. Am folgenden Tag, dem 9. Juli, fand die Vereidigung der Regierungsmitglieder statt. Premierminister wurde der Präsident der Nea Dimokratia Kyriakos Mitsotakis. Sein Stellvertreter wurde der ehemalige Premierminister Panagiotis Pikrammenos.

## Regierungsarbeit
- Das Bildungsministerium von Niki Kerameos hat den Änderungen im Universitätsasyl Priorität eingeräumt. Es hat auch die Einrichtung einer juristischen Fakultät an der Universität von Patras gestoppt.
- Die einheitliche Grundsteuer (ENFIA) soll um 30 % gesenkt werden.
- Das Arbeitsministerium hob das Rundschreiben kurz nach den Wahlen auf, um die Verfahren für die Ausstellung von Sozialversicherungsnummern (AMKA)[2] an Ausländer zu vereinfachen.
- Im Ministerium für Bürgerschutz ersetzt Minister Michalis Chrysochoidis den ehemaligen Polizeichef. Zu seinen Prioritäten zählen eine bessere Grenzkontrolle zur Reduzierung illegaler Einwanderer, die Verbesserung des Gefängnissystems sowie ein modernes Krisen- und Katastrophenmanagement.
- Die Hellenic Space Agency wurde abgeschafft und mit dem Hellenic Space Center ersetzt.[3]

## Zusammensetzung der Regierung
Die Regierung setzte sich aus 51 Mitgliedern zusammen, von denen fünf Frauen und 21 nichtparlamentarische Mitglieder waren.
Direktor des Büros des Premierministers war Grigoris Dimitriadis, Neffe von Kyriakos Mitsotakis.

### Vize – Premierminister und Regierung
| Portfolio                                 | Amtsinhaber            | Bild | Politische Partei | Politische Partei |
| ----------------------------------------- | ---------------------- | ---- | ----------------- | ----------------- |
| Premierminister der Hellenischen Republik | Kyriakos Mitsotakis    |      |                   | ND                |
| Vizepräsident der Regierung               | Panagiotis Pikrammenos |      |                   | ND                |

### Minister – Stellvertretender Minister
| Amt Nach dem Beschluss des Premierministers Nr. Y1 / 2019 (Regierungsblatt 2901 / B / 9-7-2019) | Amtsinhaber              | Bild                                                                                 | Politische Partei | Politische Partei | Staatssekretär                                                                    | Bild      | Politische Partei | Politische Partei |
| ----------------------------------------------------------------------------------------------- | ------------------------ | ------------------------------------------------------------------------------------ | ----------------- | --- | --------------------------------------------------------------------------------- | --------- | ----------------- | ----------------- |
| Finanzminister                                                                                  | Christos Staikouras      |                                                                                      |                   | ND | Apostolos Vesiropoulos Staatssekretär für Steuerpolitik und öffentliches Eigentum |           |                   | ND                |
| Finanzminister                                                                                  | Christos Staikouras      | Thodoros Skylakakis Staatssekretär für Finanzpolitik                                 |                   | ND |                                                                                   |           |                   | ND                |
| Finanzminister                                                                                  | Christos Staikouras      | Giorgos Zavvos Unterstaatssekretär des Finanzsystems                                 |                   | ND |                                                                                   |           |                   | ND                |
| Minister für Entwicklung und Investition                                                        | Adonis Georgiadis        |                                                                                      | ND                | Giannis Tsakiris Staatssekretär für öffentliche Investitionen und Partnerschaften im öffentlichen und privaten Sektor |                                                                                   |           | parteilos         |                   |
| Minister für Entwicklung und Investition                                                        | Adonis Georgiadis        | Christos Dimas Staatssekretär für Forschung und Technologie                          | ND                | |                                                                                   | ND        |                   |                   |
| Minister für Entwicklung und Investition                                                        | Adonis Georgiadis        | Nikos Papathanasias Staatssekretär für Industrie und Handel                          | ND                | |                                                                                   | ND        |                   |                   |
| Minister für auswärtige Angelegenheiten                                                         | Nikos Dendias            |                                                                                      | ND                | Miltiadis Varvitsiotis Stellvertretender Minister für europäische Angelegenheiten                                     |                                                                                   | ND        |                   |                   |
| Minister für auswärtige Angelegenheiten                                                         | Nikos Dendias            | Konstantinos Frangogiannis Staatssekretär für Wirtschaftsdiplomatie und Extroversion | ND                | |                                                                                   | parteilos |                   |                   |
| Minister für auswärtige Angelegenheiten                                                         | Nikos Dendias            | Antonis Diamataris Staatssekretär für Hellenen im Ausland bis Dezember 2019          | ND                | | parteilos                                                                         |           |                   |                   |
| Minister für auswärtige Angelegenheiten                                                         | Nikos Dendias            | Konstantinos Vlasis Staatssekretär für Hellenen im Ausland seit Dezember 2019        | ND                | |                                                                                   | ND        |                   |                   |
| Minister für Bürgerschutz                                                                       | Michalis Chrysochoidis   |                                                                                      |                   | parteilos | Georgios Koumoutsakos Stellvertretender Minister für Migrationspolitik            |           | ND                |                   |
| Minister für Bürgerschutz                                                                       | Michalis Chrysochoidis   | Eleftherios Ikonomou Staatssekretär für Kriminalpolitik                              |                   | parteilos |                                                                                   | parteilos |                   |                   |
| Minister für Landesverteidigung                                                                 | Nikos Panagiotopoulos    |                                                                                      |                   | ND | Alkiviadis Stefanis Staatssekretär für nationale Verteidigung                     |           | parteilos         |                   |
| Ministerin für Bildung und Religionen                                                           | Niki Kerameos            |                                                                                      | ND                | Sofia Zacharaki Stellvertretender Minister für Primar-, Sekundar- und Sonderpädagogik                                 |                                                                                   |           | ND                |                   |
| Ministerin für Bildung und Religionen                                                           | Niki Kerameos            | Vasilis Digalakis Stellvertretender Minister für Hochschulbildung                    | ND                | |                                                                                   |           | ND                |                   |
| Minister für Arbeit und Soziales                                                                | Giannis Vroutsis         |                                                                                      | ND                | Notis Mitarakis Staatssekretär für soziale Sicherheit                                                                 |                                                                                   | ND        |                   |                   |
| Minister für Arbeit und Soziales                                                                | Giannis Vroutsis         | Domna Michailidou Staatssekretär für Wohlfahrt und soziale Solidarität               | ND                | |                                                                                   | ND        |                   |                   |
| Minister für Gesundheit                                                                         | Vasilis Kikilias         |                                                                                      | ND                | Vasilis Kontozamanis Unterstaatssekretär für Gesundheit                                                               |                                                                                   | ND        |                   |                   |
| Ministerium für Umwelt und Energie                                                              | Kostis Chatzidakis       |                                                                                      | ND                | Gerasimus Thomas Staatssekretär für Energie und natürliche Ressourcen                                                 |                                                                                   |           | parteilos         |                   |
| Ministerium für Umwelt und Energie                                                              | Kostis Chatzidakis       | Dimitris Ikonomou Unterstaatssekretär für Planung und städtische Umwelt              | ND                | |                                                                                   |           | parteilos         |                   |
| Ministerin für Kultur und Sport                                                                 | Lina Mendoni             |                                                                                      |                   | parteilos | Lefteris Avgenakis Unterstaatssekretär für Sport                                  |           |                   | ND                |
| Justizminister                                                                                  | Konstantinos Tsiaras     |                                                                                      |                   | ND | Dimitris Kranis Unterstaatssekretär der Justiz                                    |           |                   | parteilos         |
| Innenminister                                                                                   | Panagiotis Theodorikakos |                                                                                      | ND                | Theodoros Livanios Staatssekretär für Verwaltung und Wahlen                                                           |                                                                                   |           | ND                |                   |
| Innenminister                                                                                   | Panagiotis Theodorikakos | Theodoros Karaoglou Staatssekretär für Makedonien – Thrakien                         | ND                | |                                                                                   |           | ND                |                   |
| Staatsminister und Minister für Digital Governance                                              | Kyriakos Pierrakakis     |                                                                                      | ND                | Giorgos Georgandas Unterstaatssekretär der Vereinfachung des Verfahrens                                               |                                                                                   | ND        |                   |                   |
| Staatsminister und Minister für Digital Governance                                              | Kyriakos Pierrakakis     | Grigoris Zarifopoulos Unterstaatssekretär der Digitalen Strategie                    | ND                | |                                                                                   | parteilos |                   |                   |
| Minister für Infrastruktur, Verkehr und Netze                                                   | Kostas Karamanlis        |                                                                                      | ND                | Ioannis Kefalogiannis Staatssekretär für Verkehr                                                                      |                                                                                   |           | ND                |                   |
| Minister für Meeres- und Inselpolitik                                                           | Ioannis Plakiotakis      |                                                                                      | ND                | |                                                                                   |           |                   |                   |
| Minister für ländliche Entwicklung und Ernährung                                                | Makis Voridis            |                                                                                      | ND                | Konstantinos Skrekas Staatssekretär für Gemeinsame Agrarpolitik                                                       |                                                                                   |           | ND                |                   |
| Minister für ländliche Entwicklung und Ernährung                                                | Makis Voridis            | Fotini Arambatzi Staatssekretär für Fischereipolitik                                 | ND                | |                                                                                   |           | ND                |                   |
| Minister für Tourismus                                                                          | Charis Theocharis        |                                                                                      | ND                | Emmanouil Konsolas Staatssekretär für Tourismus                                                                       |                                                                                   | ND        |                   |                   |

### Staatsminister
| Amt | Amtsinhaber                | Bild | Politische Partei | Politische Partei |
| --- | -------------------------- | ---- | ----------------- | ----------------- |
| Staatsminister                                                                                         | Giorgos Gerapetritis       |      |                   | ND                |
| Staatssekretär beim Ministerpräsidenten, Koordination des Regierungsprojekts                           | Christos-Georgios Skertsos |      |                   | ND                |
| Staatssekretär im Amt des Ministerpräsidenten für Kommunikation und Information und Regierungssprecher | Stelios Petsas             |      |                   | ND                |